# João Ribeiro de Brito
João Ribeiro de Brito foi um médico, jornalista e político brasileiro.
Foi senador pelo Estado de Pernambuco entre 1912 e 1921.